# Município de Coal (condado de Jackson, Ohio)
Localização do Ohio nos E.U.A.
O município de Coal (em inglês: Coal Township) é um município localizado no condado de Jackson no estado estadounidense de Ohio. No ano 2018 tinha uma população de 1.766 habitantes.

## Geografia
O município de Coal encontra-se localizado nas coordenadas 39° 06′ 30″ N, 82° 36′ 37″ O. Segundo a Departamento do Censo dos Estados Unidos, o município tem uma superfície total de 50.2 km², da qual 50,19 km² correspondem a terra firme e (0,02 %) 0,01 km² é água.

## Demografia
Segundo o censo de 2018, tinha 1.766 pessoas residindo no município de Coal.